# A Sinful Life
Pour plus de détails, voir Fiche technique et Distribution.
A Sinful Life est un film américain réalisé par William Schreiner, sorti en 1989.

## Fiche technique
- Titre : A Sinful Life
- Réalisation : William Schreiner
- Scénario : Melanie Graham
- Montage : Jeffrey Reiner
- Pays d'origine : États-Unis
- Genre : comédie
- Date de sortie : 1989

## Distribution
- Anita Morris : Claire Vin Blance
- Dennis Christopher : Nathan Flowers
- Rick Overton : Janitor
- Mark Rolston : Teresa
- Blair Tefkin : Baby